# Бужанка (Черкасская область)

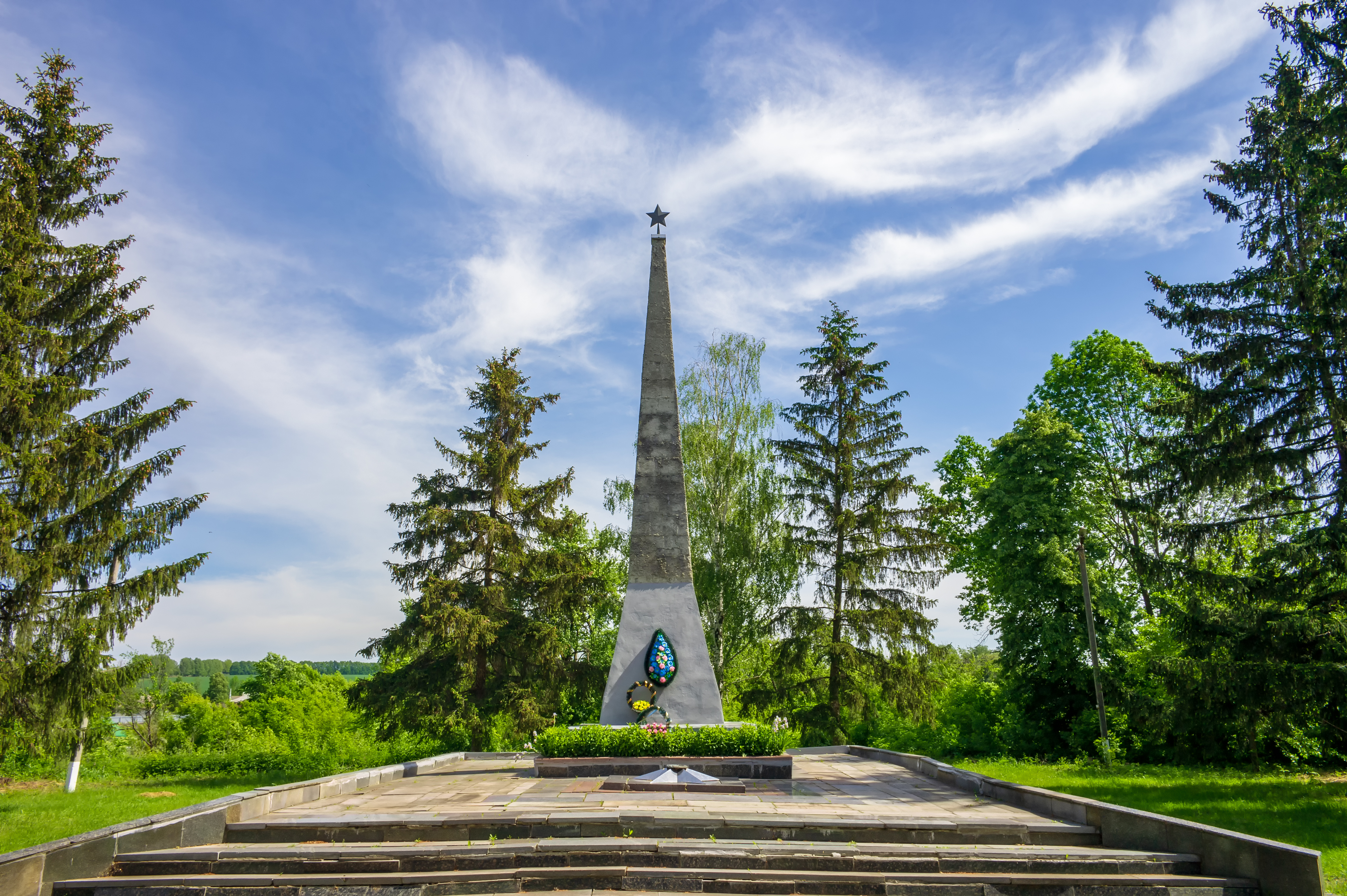

Бу́жанка (укр. Бужанка) — село в Лысянском районе Черкасской области Украины.

## Географическое положение
Находится в долине реки Гнилой Тикич, к северо-западу от города Звенигородка.

## История
В 1889 году Бужанка являлась селом Звенигородского уезда Киевской губернии Российской империи с населением 1516 человек, здесь насчитывалось 202 двора, действовали свеклосахарный завод, винокуренный завод, школа и православная церковь.
В ходе Великой Отечественной войны в 1941 - 1943 гг. село было оккупировано немецкими войсками.
В 1971 году население села составляло 2487 человек, здесь действовали центральная усадьба колхоза им. Черняховского, сахарный завод, пункт откорма крупного рогатого скота, больница на 25 мест, амбулатория, аптека, средняя школа, три библиотеки и два клуба.
В июле 1995 года Кабинет министров Украины утвердил решение о приватизации сахарного завода.
В феврале 1997 года было возбуждено дело о банкротстве сахарного завода (в дальнейшем, предприятие было перерегистрировано как общество с ограниченной ответственностью. 11 июля 2014 года завод был признан банкротом и началась процедура его ликвидации, однако судебные разбирательства о порядке выплаты долгов кредиторам продолжались и в 2015 году).
По переписи 2001 года население составляло 1963 человека.

## Транспорт
Находится в 7 км от ближайшей железнодорожной станции Лысянка Одесской железной дороги.
Также, через село проходит автомобильная дорога.

## Местный совет
19333, Черкасская обл., Лысянский р-н, с. Бужанка